# Rulyrana mcdiarmidi
Espèce
Synonymes
- Cochranella mcdiarmidi Cisneros-Heredia, Venegas, Rada & Schulte, 2008

Statut de conservation UICN

 DD  : Données insuffisantes
Rulyrana mcdiarmidi est une espèce d'amphibiens de la famille des Centrolenidae.

## Répartition
Cette espèce se rencontre de 1 100 à 1 500 m d'altitude :
- au Pérou dans la région de Cajamarca dans la cordillère du Condor ;
- en Équateur dans les provinces de Morona-Santiago et de Zamora-Chinchipe.

## Étymologie
Cette espèce est nommée en l'honneur de Roy Wallace McDiarmid.

## Publication originale
- Cisneros-Heredia, Venegas, Rada & Schulte, 2008 : A new species of glassfrog (Anura: Centrolenidae) from the foothill Andean forests of Ecuador and Peru. Herpetologica, vol. 64, no 3, p. 341-353 (texte intégral).